# Gmina Udell

Położenie Gminy Udell w hrabstwie Appanoose

Gmina Udell (ang. Udell Township) – gmina w USA, w stanie Iowa, w hrabstwie Appanoose. Według danych z 2000 roku gmina miała 387 mieszkańców.